# RapeLay
RapeLay (レイプレイ Reipurei?) es un videojuego 3D eroge creado por Illusion, lanzado el 21 de abril de 2006 en Japón. En comparación con los juegos anteriores de Illusion, la historia principal es más corta, presenta un motor 3D mejorado y se juega principalmente a través del control del mouse. El juego se centra en un personaje masculino que acecha y viola a una madre y sus dos hijas. Tres años después de su lanzamiento inicial, el juego atrajo la atención internacional y la controversia por su contenido, lo que resultó en su prohibición en varios países y el veto de la plataforma de transmisión Twitch.

## Jugabilidad
RapeLay se juega desde la perspectiva de un chikan llamado Masaya Kimura, quien acecha y luego viola a la familia Kiryū (una madre y sus dos hijas). 

## Trama
En el modo historia, el jugador viola a las tres mujeres en el orden de Manaka, Yūko y Aoi. Una vez que el jugador termina de violar a las tres mujeres, desbloquean el modo Juego libre.
Aoi Kiryū, de 17 años, atrapa in franganti a Masaya Kimura en un tren subterráneo, lo que lleva a su arresto por parte de las autoridades. A la mañana siguiente, Aoi y su hermana Manaka, de 12 años, ayudan a su madre Yūko a encontrar una billetera que ella perdió en su casa mientras hablaban del incidente del día anterior. Sin que ellos lo supieran, Kimura escucha en secreto su conversación mientras espera afuera de su casa. Aquí se revela que su padre, un conocido político influyente, logró liberarlo de la custodia. Cuando Kimura descubre que Yūko es viuda, decide vengarse, comenzando con Manaka. 
Después de seguir a Manaka a la estación de metro, la tienta en un tren. Dejando el tren en la siguiente parada, la atrapa en un baño público, la viola y toma fotos de su cuerpo desnudo cubierto de semen con su teléfono móvil. Masaya le ordena a Manaka que finja enfermedad y se quede en su habitación al día siguiente.
Al día siguiente, Masaya sigue a Yūko desde su casa hasta el metro antes de acariciarla en un tren. Luego la sigue al parque de la ciudad. Según las instrucciones de Masaya, Manaka llama a Yūko desde su teléfono móvil y le dice que está en los arbustos del parque. Cuando Yūko camina hacia los arbustos, Masaya la embosca, la ata y la viola en el parque. Él toma fotos de su cuerpo desnudo, cubierto de semen, como lo hizo con Manaka anteriormente, antes de entregarla a su pandilla de secuaces, quienes la detienen por él.
Al tercer día, Masaya sigue a Aoi hasta el metro y le muestra una foto de su madre atada. Sorprendida, ella solo puede seguir sus órdenes mientras la tientas en un tren. Después de bajarse del tren, ella le pregunta a Masaya las razones de sus acciones, en ese momento lo reconoce como el mismo hombre al que denunció por abusar sexualmente de una mujer antes. Al subirse a un auto, Masaya y sus secuaces llevan a Aoi a un hotel propiedad de su familia. Él la viola violentamente en una habitación mini-suite y nuevamente la fotografía después de retirarse.
Después de que Masaya se haya salido con la suya con Aoi, Yūko y Manaka son llevados a la habitación por una puerta secreta. Con las tres féminas ya raptadas, Masaya revela sus planes para convertirlas en sus esclavas sexuales. Yūko trata de cubrir a sus hijas y le suplica que se la lleve. Él considera esto y le dice a Yūko que podría ahorrarle a sus hijas si ella puede demostrar su valía. Yūko empieza a practicarle sexo oral con una felación muy larga a Masaya mientras sus hijas miran. Cuando Masaya parece contenta con su actuación, Yūko cree que se ha ganado la libertad de sus hijas. Sin embargo, Masaya revela que él nunca cambiará de opinión y que todos están allí para quedarse. Yūko se rompe al final, Manaka se rompe luego y finalmente Aoi también. La historia principal termina con una siniestra tarjeta de título que indica que cuando comienza un nuevo día, el horror de la familia Kiryū acaba de comenzar.

#### Finales
Hay dos finales posibles. Independientemente del final logrado, Masaya morirá en el acto. 
- Final negro: Masaya impregna a Manaka o Aoi o Yūko y decide quedarse con la niña. Unos días después, Masaya está en el metro cuando cae sobre las vías del tren y es asesinado por un tren en movimiento.[2]
- Final rojo: si la posición de vaquera (cowgirl) se usa con Aoi antes de que pierda la cordura, el juego mostrará una escena de Aoi blandiendo un cuchillo y apuñalando a Masaya muchas veces hasta la muerte mientras se ríe histéricamente. La escena se vuelve negra y se escucha la voz de Aoi.[3] El juego termina con Aoi siendo interrogada por la policía por el asesinato de Masaya.

## Personajes
- Masaya Kimura (鬼村 将哉 Kimura Masaya?) – El personaje principal. Hijo de un político influyente, Masaya se convierte en un chikan que acecha y posteriormente viola a la familia Kiryū después de su liberación de prisión. Carece de un actor de voz, en cambio se comunica exclusivamente a través de mensajes de texto antes y después de las sesiones de juegos de violación.

- Manaka Kiryū (桐生 愛花 Kiryū Manaka?) - la hermana menor de Kiryū a los . Tiene el pelo corto y negro y lleva un vestido azul. El jugador puede darle orejas de gato, lo que la hace maullar. Su seiyuu es Natsumi Yanase (aparece en los créditos como "Izumi Maki").

- Aoi Kiryū (桐生 蒼 Kiryū Aoi?) - la hermana mayor de Kiryū a los . Tiene el pelo largo y moreno y viste un uniforme escolar. El jugador puede elegir tener el cabello recogido en una cola de caballo (configuración predeterminada) o suelto y suelto. Su seiyuu es Mao Enokizu.

- Yūko Kiryū (桐生 夕子 Kiryū Yūko?) - la madre viuda de las dos hermanas. Yūko es una mujer de  con cabello castaño corto que viste un top verde y una falda beige. Yūko también tiene los senos más grandes y el jugador puede darle lentes para que produzca efectos de sonido de virgen/geek. Su seiyuu es Akari Tomiyama (aparece en los créditos como "Kaori").

## Controversia
Los críticos de las imágenes violentas en los videojuegos, como el miembro del parlamento británico Keith Vaz, han citado los juegos relacionados con la violación como un ejemplo de por qué el contenido de los videojuegos debe ser regulado de manera más estricta. RapeLay, en particular, había llamado la atención de Vaz en 2009, tres años después de su lanzamiento inicial, ya que se vendió en Amazon, a pesar de no estar oficialmente distribuido ni respaldado fuera de Japón, y prometió llevar el tema al Parlamento británico para evitar que se venda el juego. Posteriormente, Amazon eliminó el juego de su sitio web. Equality Now  instó a los activistas a escribir a Illusion y luego al primer ministro japonés Taro Aso en protesta, argumentando que el juego viola las obligaciones de Japón en virtud de la Convención sobre la eliminación de todas las formas de discriminación contra la mujer. En mayo de 2009, estas acciones culminaron en la restricción de la venta y producción de RapeLay por parte de la Ethics Organization of Computer Software (EOCS), una organización de calificación japonesa independiente para juegos de PC, lo que hace imposible comprar el juego incluso en Japón.
La distribución de RapeLay ha sido prohibida en Australia debido a una campaña dirigida por Women's Forum Australia, bajo la dirección de Melinda Tankard Reist. RapeLay es también el único videojuego que está efectivamente prohibido en Argentina. Citando a RapeLay como ejemplo, el juez de la Corte Suprema de los Estados Unidos, Samuel Alito, en su opinión concurrente sobre el caso Brown v. Entertainment Merchants Association escribió: "Parece que... no hay un tema antisocial demasiado básico para que algunos en la industria de los videojuegos exploten".
También se han escrito artículos en defensa, muchos señalando que la violación se considera un delito menor que el asesinato, sin embargo, hay miles de videojuegos legales en los que el objetivo es matar enemigos. La respuesta de Illusion a la controversia fue de desconcierto y una reiteración de que el juego aprobó las leyes japonesas y no se vende fuera de Japón. Illusion luego eliminó las referencias al juego de su sitio web y dejó de distribuir el juego, citando preocupaciones sobre el impacto en la industria.
Como consecuencia inmediata, varios editores y estudios eroge comenzaron a prohibir a los extranjeros en sus sitios web oficiales. Empresas como Minori, Navel y VisualArts prohibieron las IP extranjeras y obligaron a los extranjeros a mudarse a Japón para jugar. En un movimiento controvertido, Minori también comenzó a enviar cartas de C&D a grupos de traducción y vandalizó una wiki de traducción para hacer cumplir su prohibición. Algunos usuarios en la comunidad eroge vio esos actos como duros y xenófobos.